# 秣陵镇
秣陵镇，是中华人民共和国河南省周口市項城市下辖的一个乡镇级行政单位。

## 行政区划
秣陵镇下辖以下地区：
北街社区、南街社区、东街社区、西街社区、西郊村、南郊村、北郊村、东郊村、大凡村、白沟村、吴庄村、前老家村、金营村、土屯村、三里店村、王营村、范冢村、闫楼村、新庄村、王路口村、陶湾村、西陈楼村、八里庄村、周池村、东陈村、南张村、夏营村、李庄村、姚庄村、吴场村、骨头冢村、李阁村和朱营村。